# Close as You Get
Close As You Get è un album di Gary Moore, pubblicato nel 2007.

## Tracce
1. If the Devil Made Whisky – 2:48 (Moore)
2. Trouble at Home – 5:00 (Moore)
3. Thirty Days – 3:16 (Chuck Berry)
4. Hard Times – 3:04 (Moore)
5. Have You Heard? – 5:49 (John Mayall)
6. Eyesight to the Blind – 2:34 (Sonny Boy Williamson II)
7. Evenin' – 5:47 (Swain, Royce)
8. Nowhere Fast – 3:38 (Moore)
9. Checkin' Up on My Baby – 5:24 (Williamson II)
10. I Had a Dream – 7:16 (Moore)
11. Sundown – 7:08 (Son House)

## Formazione
- Gary Moore - chitarra, voce
- Vic Martin - tastiere
- Brian Downey - batteria
- Pete Rees - basso